# Edward Zwick

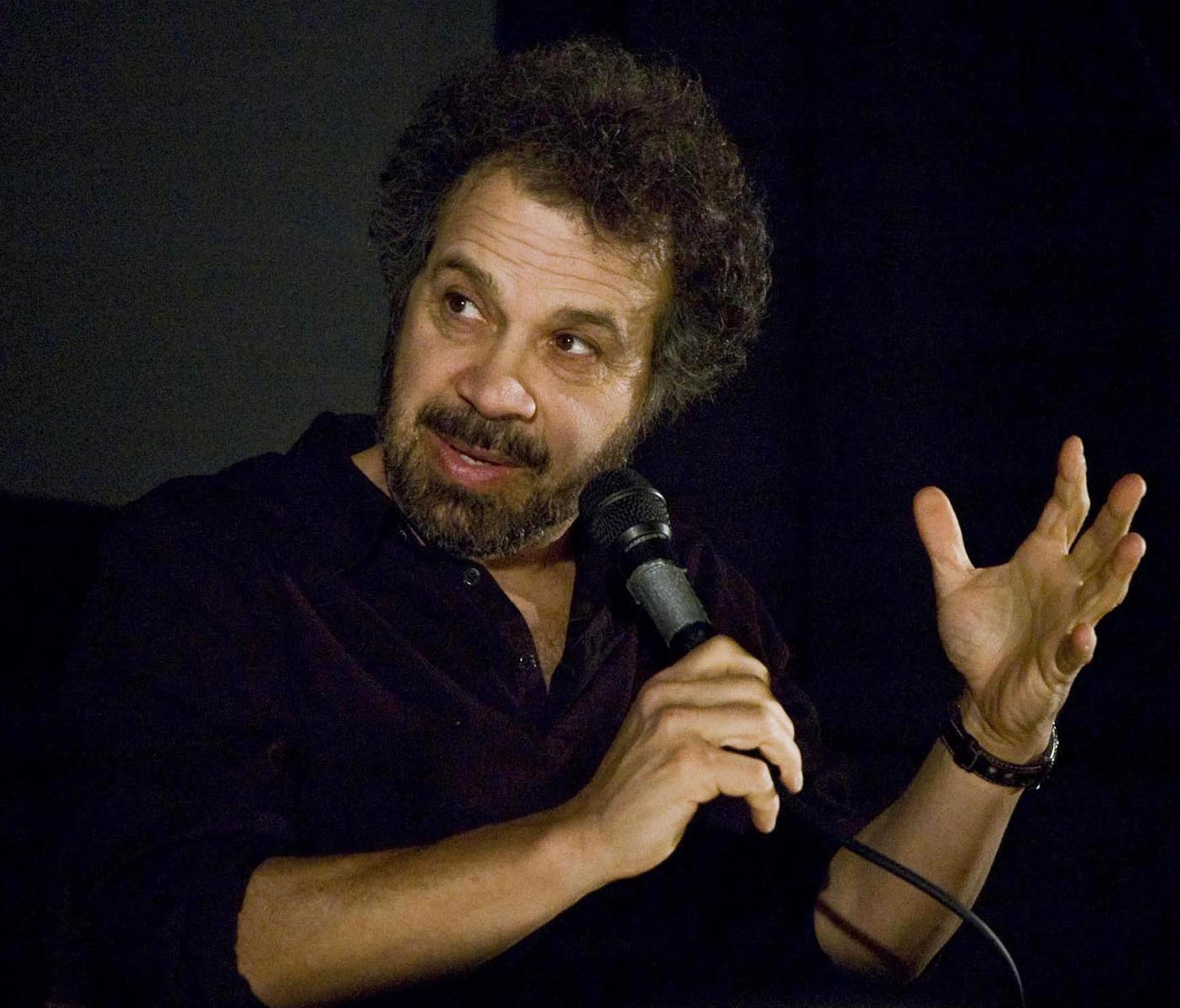
Edward Zwick in 2008

Edward Zwick (Chicago, 8 oktober 1952) is een Amerikaanse regisseur, scenarioschrijver en producent van speelfilms.

## Loopbaan
Zwick won in 1998, als producer, een Oscar en een BAFTA voor de film Shakespeare in Love. Verder werd hij genomineerd voor een Oscar voor beste film voor Traffic en twee Golden Globes voor beste regisseur voor Glory en Legends of the Fall. Andere bekende films van Zwick zijn: The Last Samurai met Tom Cruise, Blood Diamond met onder anderen Leonardo DiCaprio en het Tweede Wereldoorlog-drama Defiance. Zwicks films zijn vaak groots en episch opgezet. Zijn specialiteit is de historische avonturenfilm/oorlogsfilm.

## Filmografie (selectie)

### Als regisseur
- 1986 - About Last Night...
- 1989 - Glory
- 1992 - Leaving Normal
- 1994 - Legends of the Fall
- 1996 - Courage Under Fire
- 1998 - The Siege
- 2003 - The Last Samurai
- 2006 - Blood Diamond
- 2008 - Defiance
- 2010 - Love and Other Drugs
- 2014 - Pawn Sacrifice
- 2016 - Jack Reacher: Never Go Back
- 2018 - Trial by Fire

### Als producent
- 1994 - Legends of the Fall
- 1998 - Dangerous Beauty
- 1998 - The Siege
- 1998 - Shakespeare in Love
- 2000 - Traffic
- 2001 - I Am Sam
- 2002 - Abandon
- 2002 - Lone Star State of Mind
- 2003 - The Last Samurai
- 2006 - Blood Diamond
- 2008 - Defiance
- 2010 - Love and Other Drugs
- 2014 - Pawn Sacrifice
- 2018 - Trial by Fire

## Trivia
- De Nederlandse producent Pieter Jan Brugge treedt vaak op als producent bij films van Zwick. Hij werkte onder andere mee aan Glory, Defiance en Love and Other Drugs.

- Bibliothèque nationale de France: cb13932055h (data)
- Catàleg d'autoritats de noms i títols de Catalunya: 981058526822806706
- CiNii: DA04712375
- Gemeinsame Normdatei: 123776007
- International Standard Name Identifier: 0000 0001 0855 4639
- Library of Congress Control Number: n90694522
- MusicBrainz: 9ec92e02-8aa3-4dc4-9146-5f063ebd5058
- Nationale Bibliotheek van Tsjechië: jx20050419061
- Nationale Bibliotheek van Israël: 987007281032405171
- Nationale Bibliotheek van Polen: a0000001631260
- Nederlandse Thesaurus van Auteursnamen: 079129625
- SNAC: w68r0g7t
- Système universitaire de documentation: 070454140
- Virtual International Authority File: 14961541
- WorldCat: E39PBJmMXrYKY47QPtkv6g7bVC